# Geoffroy Schuman
Pour les articles homonymes, voir Schuman.
Geoffroy Schuman (ou Gottfried Schuman) est un orfèvre actif à Strasbourg au XVIIIe siècle.

## Biographie
Fils de Carl Schuman, bourgeois et chirurgien de Kolbsheim, il est reçu maître à Strasbourg en 1776, après avoir été placé en apprentissage du 10 septembre 1762 au 10 juin 1768 chez Jean Jacques Kirstein (maître en 1760).

## Œuvre

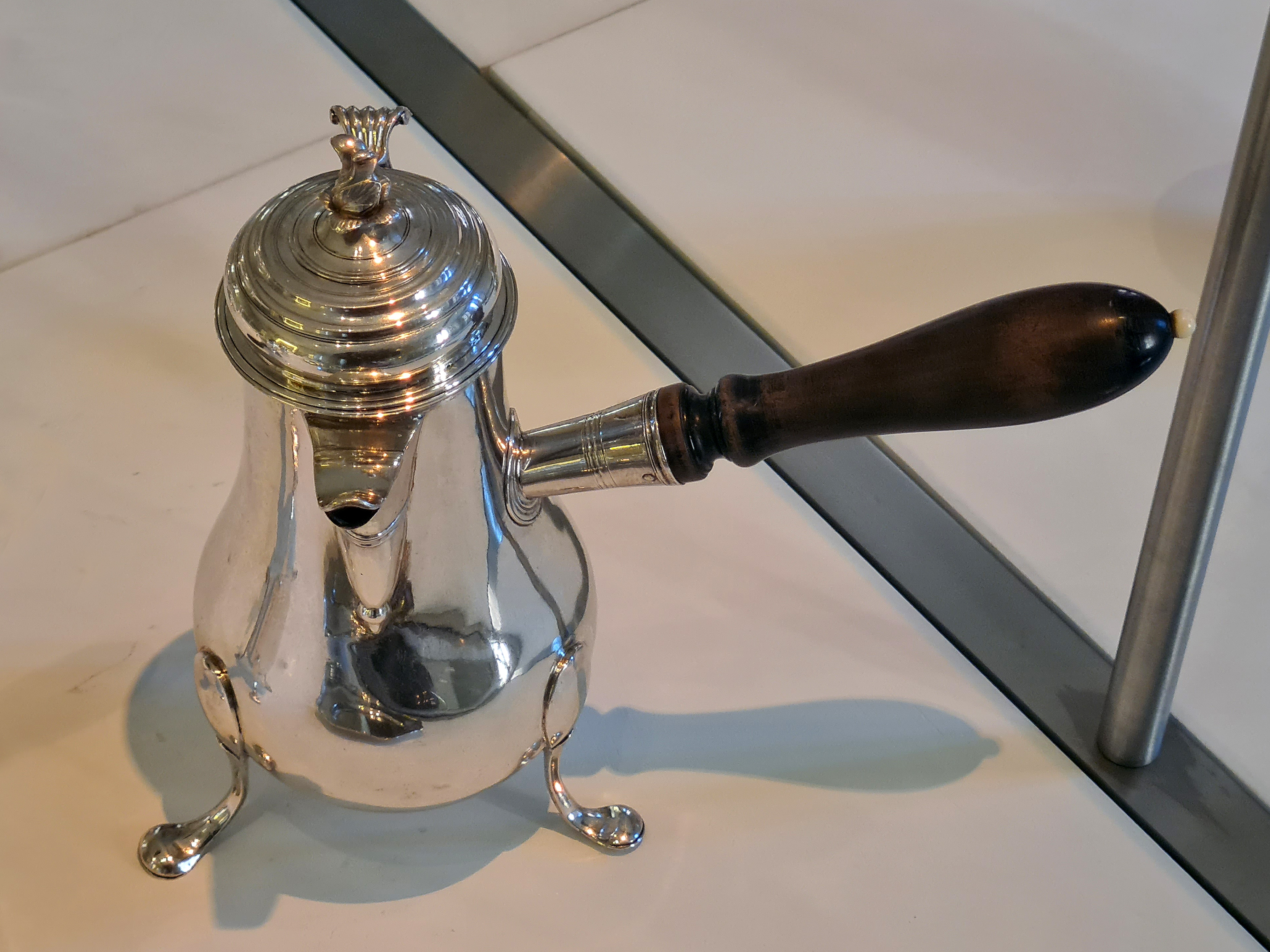
Chocolatière (1777).

Le musée des Arts décoratifs de Strasbourg conserve une chocolatière piriforme qui repose sur trois pieds à attaches en forme de spatule. Son bec verseur est orné d'un jonc mouluré à filets et d'un fleuron stylisé. La terrasse pivotante du couvercle bombé est surmontée d'un panache de feuillage et dotée d'un appui-pouce nervuré à enroulement. Le manche latéral en bois noirci se termine par une petite boule d'ivoire.
La pièce porte le poinçon du maître, le poinçon 13 couronné et le poinçon double B = 1777.
Ce modèle était particulièrement apprécié à Strasbourg, comme en témoignent la chocolatière de Jean Georges Pick (1773) ou celle de Jean Frédéric Fritz (1775).